# John Dougherty (Politiker, 1801)
John Dougherty (* 1. August 1801 in Marietta, Ohio; † 2. September 1879 in Jonesboro, Illinois) war ein US-amerikanischer Politiker. Zwischen 1869 und 1873 war er Vizegouverneur des Bundesstaates Illinois.

## Werdegang
Im Jahr 1811 kam John Dougherty mit seinen Eltern in das Gebiet des späteren Staates Illinois. Für einige Jahre war er als Hutmacher tätig. Nach einem Jurastudium und seiner Zulassung als Rechtsanwalt begann er in diesem Beruf zu arbeiten. Außerdem bekleidete er verschiedene lokale Ämter. Politisch war er zunächst Mitglied der Demokratischen Partei. Er saß im Senat von Illinois und fungierte zeitweise als Bezirksrichter. Im Jahr 1860 besuchte er die Democratic National Convention in Charleston, die sich nicht auf einen Präsidentschaftskandidaten festlegen konnte. Dougherty geriet nun in die inneren Spannungen seiner Partei im Vorfeld des Bürgerkrieges. Bald darauf wechselte er zu den Republikanern. In den Jahren 1864 und 1872 war er Wahlmann bei den entsprechenden Präsidentschaftswahlen.
1868 wurde Dougherty an der Seite von John M. Palmer zum Vizegouverneur von Illinois gewählt. Dieses Amt bekleidete er zwischen dem 11. Januar 1869 und dem 13. Januar 1873. Dabei war er Stellvertreter des Gouverneurs. Er starb am 2. September 1879 in Jonesboro. Mit seiner Frau Catherine (1807–1882) hatte er drei Kinder.